# Tephrochares pyrami
Tephrochares pyrami är en fjärilsart som beskrevs av Rghf. 1873. Tephrochares pyrami ingår i släktet Tephrochares och familjen nattflyn. Inga underarter finns listade i Catalogue of Life.